# Johari-Fenster

Das Johari-Fenster
(Darstellung und Bezeichnung der Felder weichen je nach Literatur ab)

Das Johari-Fenster ist ein Fenster bewusster und unbewusster Persönlichkeits- und Verhaltensmerkmale zwischen einem Selbst und anderen oder einer Gruppe. Entwickelt wurde es 1955 von den amerikanischen Sozialpsychologen Joseph Luft und Harry Ingham. Die Vornamen dieser beiden wurden für die Namensgebung herangezogen. Mit Hilfe des Johari-Fensters wird vor allem der so genannte „blinde Fleck“ im Selbstbild eines Menschen illustriert.
Es spielt in der gruppendynamischen Arbeit seit den 1960er, 70er Jahren eine bedeutsame Rolle zur Demonstration der Unterschiede zwischen Selbst- und Fremdwahrnehmung und gehört zum Standardrepertoire gruppendynamischer Modelle und Verfahren. Systematisch gehört es zur differentiellen und Persönlichkeitspsychologie, zu den Abwehrmechanismen, zur Sozialpsychologie und zur Gruppendynamik.

## Johari-Adjektive
Bei der Durchführung des Experiments erhalten die Teilnehmer eine Liste mit den folgenden 56 Adjektiven, von denen sie fünf oder sechs auswählen müssen, die ihrer Meinung nach ihre Persönlichkeit beschreiben. Die anderen Gruppenmitglieder erhalten danach dieselbe Liste, und jeder muss seinerseits je fünf oder sechs Adjektive auswählen, welche ihre Kollegen beschreiben. Diese Adjektive werden dann zusammen in die Felder des Johari-Fensters platziert.
| - akzeptierend - albern - angespannt - anpassungsfähig - aufmerksam - bescheiden - bestimmt - energievoll - entspannt - extravertiert - fähig - freundlich - fürsorglich - geduldig | - geschickt - genial - glücklich - großzügig - heiter - hilfsbereit - idealistisch - intelligent - introvertiert - kompetent - komplex - kühn - liebevoll - logisch | - mächtig - mitfühlend - nachdenklich - nervös - nett - organisiert - reaktionsschnell - reif - religiös - ruhig - scheu - schlau - selbstbewusst - selbstsicher | - sentimental - spontan - still - stolz - suchend - tapfer - unabhängig - verlässlich - vernünftig - vertrauenswürdig - warmherzig - weise - witzig - würdevoll |

## Die vier Felder des Johari-Fensters
1. Öffentlich: Öffentlich ist alles, was ein Mensch von sich preisgibt, was also ihm selbst und anderen bekannt ist, mit anderen Worten: die Anteile der Persönlichkeit, die nach außen sichtbar gemacht und von anderen wahrgenommen werden. Dazu zählen
- äußere Merkmale, wie zum Beispiel Erscheinungsbild, Umgangsformen oder körperliche Reaktionen,

sowie – soweit diese nach außen erkennbar hervortreten –
- persönliche Eigenschaften, wie beispielsweise Ehrgeiz oder Ängstlichkeit, und
- innere Haltungen und Einstellungen, wie etwa Religiosität, Moral und ethische Werte.

Dieser Teil des „Fensters“ ist im Vergleich zu den anderen Teilen meist eher klein. Denn es sind vor allem die nicht-öffentlichen Bereiche, mit anderen Worten: die nicht-bewussten Faktoren, die für die Beziehungen zwischen Personen bestimmend sind.
2. Geheim: Geheim ist alles, was der Betroffene weiß und kennt – also was ihm bewusst ist, aber anderen entweder unwissentlich nicht zugänglich macht oder bewusst vor ihnen verbirgt.
3. Blinder Fleck: Unter dem „blinden Fleck“ versteht man alles, was vom Betroffenen ausgesendet und vom Empfänger wahrgenommen wird, ohne dass sich der Betroffene dessen bewusst ist. Andere erkennen Verhaltensweisen und Merkmale, die der Betroffene bei sich selbst nicht wahrnimmt. Durch Feedback der Mitmenschen können Informationen vom blinden Fleck in den Quadranten „Öffentlich“ transportiert werden.
4. Unbekannt: Unbekannt ist alles, was weder dem Betroffenen noch anderen bekannt ist. Es handelt sich um unenthülltes Terrain, welches ergänzend zu den wahrgenommenen, reellen Tatsachen und als Kontinuum alles Möglichen, jedoch Unbekannten steht.
Da der weitaus größere Teil des „Eisbergs“ Persönlichkeit unbekannt, also unbewusst ist, erklärt sich, dass dieser Quadrant einen beträchtlichen Anteil am gesamten Fenster einnimmt. Viele Faktoren, die eine Beziehung zwischen zwei Menschen ausmachen, sind auch in diesem Bereich des Fensters angesiedelt.
Die tatsächliche Größe der einzelnen Quadranten des Johari-Fensters ist von Fall zu Fall unterschiedlich und abhängig von der jeweiligen persönlichen Beziehung. Denn einerseits agiert jede Person mit bestimmten anderen Menschen unterschiedlich und andererseits hat auch jede Person in verschiedenem Ausmaß Kenntnis von ihrer eigenen Persönlichkeit.

## Ziele der Entwicklung
Joseph Luft beschreibt als ein Ziel von Lernen in der Gruppendynamik, den gemeinsamen Handlungsspielraum transparenter und weiter zu gestalten. Im Johari-Fenster wird dabei das linke obere Feld immer größer, die anderen drei werden kleiner.
sich preisgeben
Durch Mitteilen und Teilen persönlicher Geheimnisse mit anderen verringert sich der Aufwand, der für die Geheimhaltung betrieben werden musste und vergrößern sich die Freiheit und der Handlungsspielraum in der Öffentlichkeit.
Beobachtungen mitteilen
Durch Mitteilen von Beobachtungen über blinde Flecken direkt an den Betroffenen (Feedback) gewinnt dieser Erkenntnisse über sich selbst und kann so seinen privaten und öffentlichen Handlungsspielraum bewusster wahrnehmen und ausfüllen.
Beide Wege ergänzen einander und helfen auch, Unbewusstes bewusst und dadurch handhabbar zu machen.